# Tiziana Merletti
Tiziana Merletti, SFP (nascida em 30 de setembro de 1959, Pineto) é uma freira italiana e funcionária da Cúria Romana. Foi a primeira mulher nomeada pelo Papa Leão XIV para a Cúria.

## Biografia
Tiziana Merletti obteve o diploma de direito pela Universidade Livre de Abruzzo "Gabriele d'Annunzio" em 1984 e posteriormente ingressou nas Irmãs Franciscanas dos Pobres (SFP). Ela fez sua primeira profissão em 1986. Após estudos posteriores, recebeu seu doutorado em Direito Canônico na Pontifícia Universidade Lateranense em 1992.
De 2004 a 2013, Ir. Tiziana foi Superiora Geral de sua comunidade religiosa. Ela leciona na Faculdade de Direito Canônico da Pontifícia Universidade Antonianum e é canonista colaboradora da União Internacional das Superioras Gerais. Além disso, também esteve envolvida no aconselhamento de mulheres consagradas, na formação de lideranças e na proteção de menores e adultos vulneráveis.
O Papa Leão XIV a nomeou Secretária do Dicastério para os Institutos de Vida Consagrada e Sociedades de Vida Apostólica em 22 de maio de 2025. Merletti foi a primeira nomeação curial do novo papa. Este dicastério foi o primeiro na Cúria a ser chefiado por uma mulher, a Ir. Simona Brambilla, M.C., nomeada pelo Papa Francisco, e se torna agora o primeiro a ter duas mulheres na sua direção.